# Controlling finansowy
Controlling finansowy – podsystem controllingu, nakierowany na planowanie, sterowanie i koordynowanie procesów finansowych w przedsiębiorstwie. Zadaniem controllingu finansowego jest tworzenie i aktualizowanie architektury systemu planowania finansowego, konstruowanie wskaźników i mierników oceny sytuacji finansowej przedsiębiorstwa oraz przygotowanie informacji dla podejmowania decyzji finansowych.
W szerszym ujęciu controlling finansowy traktowany jest, jako „międzyfunkcja” wspierająca kompleksowe zarządzanie przedsiębiorstwem w oparciu o informacje finansowe oraz koordynacja rozwiązywania problemów finansowych w całym łańcuchu tworzenia wartości przedsiębiorstwa. Efektem (skutkiem) stosowania controllingu finansowego powinna być poprawa ogólnej sytuacji finansowej przedsiębiorstwa ocenianej w trzech wymiarach: płynności, rentowności i efektywności działania.

Miejsce controllingu finansowego w systemie controllingu przedsiębiorstwa

## Podział
Wyróżnia się strategiczny i operatywny controlling finansowy.
Strategiczny controlling finansowy nakierowany jest na realizację długookresowych celów przedsiębiorstwa. Jego zadaniem jest m.in.:
- dążenie do maksymalizacji wartości przedsiębiorstwa,
- dążenie do uzyskania stabilności finansowej,
- poprawa wyników finansowych w dłuższym okresie,
- dążenie do zachowania płynności finansowej,
- wybranie najlepszej strategii finansowej,
- kontrolowanie finansów przedsiębiorstwa.

Operatywny controlling finansowy skupia się na bieżących zagadnienia finansowych przedsiębiorstwa i pełni m.in. następujące funkcje:
- osiąganie zadowalających wyników finansowych w krótkich okresach,
- dążenie do optymalizacji kosztów,
- dążenie do pełnej kontroli nad przepływami pieniężnymi,
- stworzenie optymalnej struktury organizacyjnej,
- prowadzenie właściwej polityki inwestycyjnej.

Controlling finansowy posługuje się szerokim spektrum instrumentów (w rachunkowości finansowej i zarządczej), m.in. rachunek kosztów i wyników, wskaźniki centrów odpowiedzialności decyzyjnej czy zrównoważona karta wyników.